# Chapada (Río Grande del Sur)

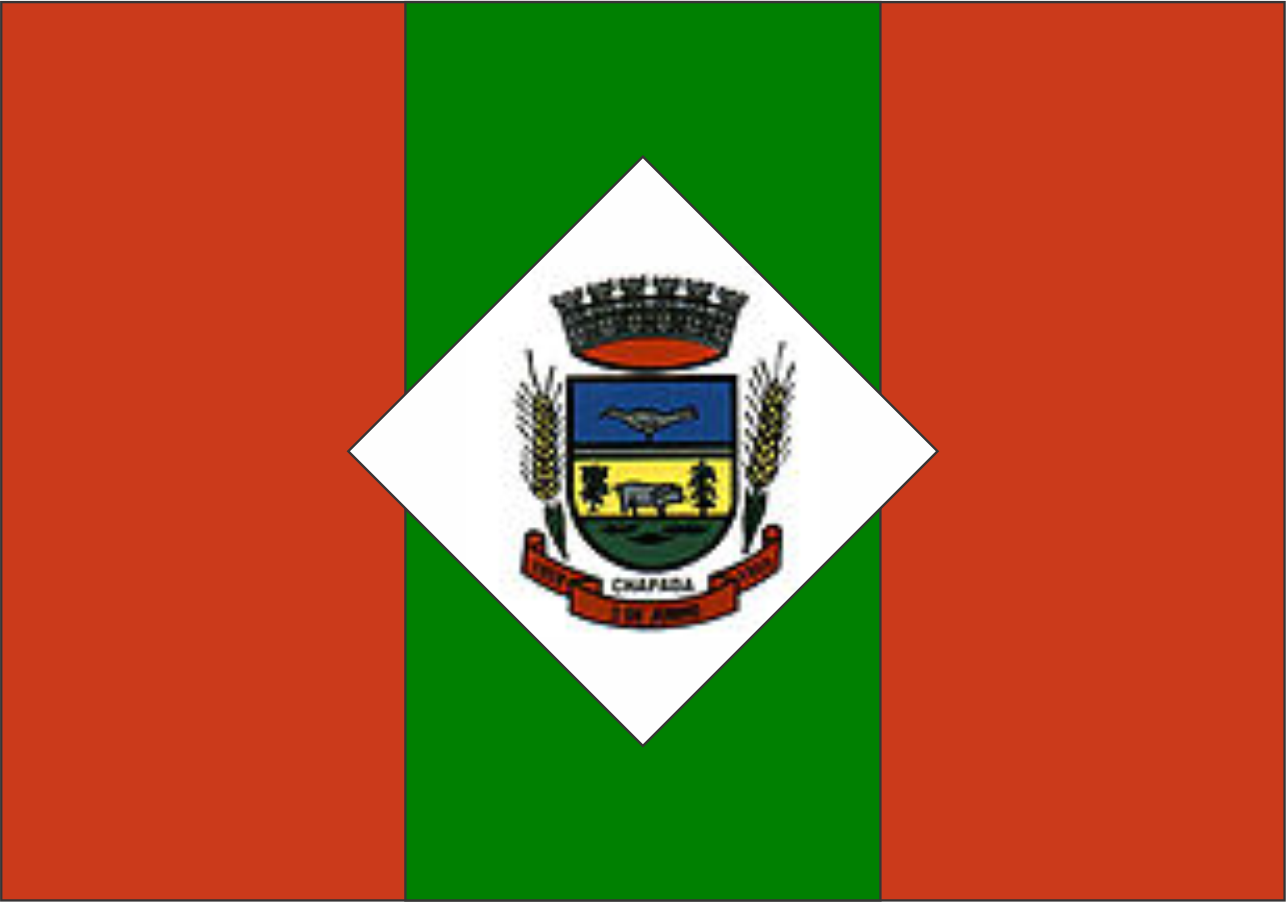
Bandera de Chapada.

Chapada es un municipio brasileño del estado de Rio Grande do Sul.
Se encuentra ubicado a una latitud de 28° 3′ 19″ S y una longitud de 53° 4′ 04″ O, estando a una altitud de 436 metros sobre el nivel del mar. Su población estimada para el año 2004 era de 9.513 habitantes. Su lengua regional es una variante del alemán conocido como Hunsrik, ya que la mayoría de su población tiene origen alemán, y no es difícil encontrar personas hablando alemán o dialecto alemán en la calle.
Ocupa una superficie de 684.040 km².